# Wey VV7 GT

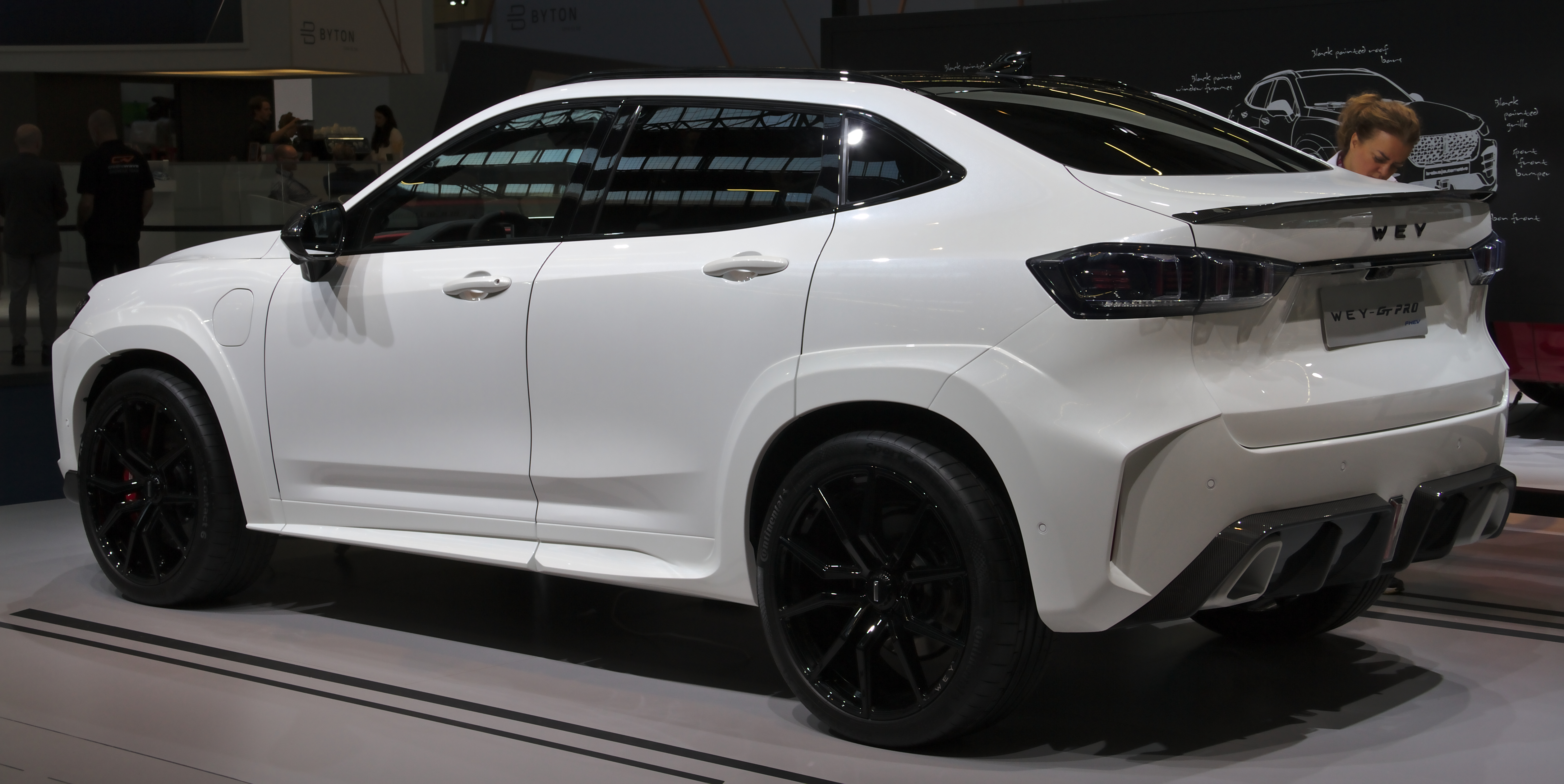
Heckansicht

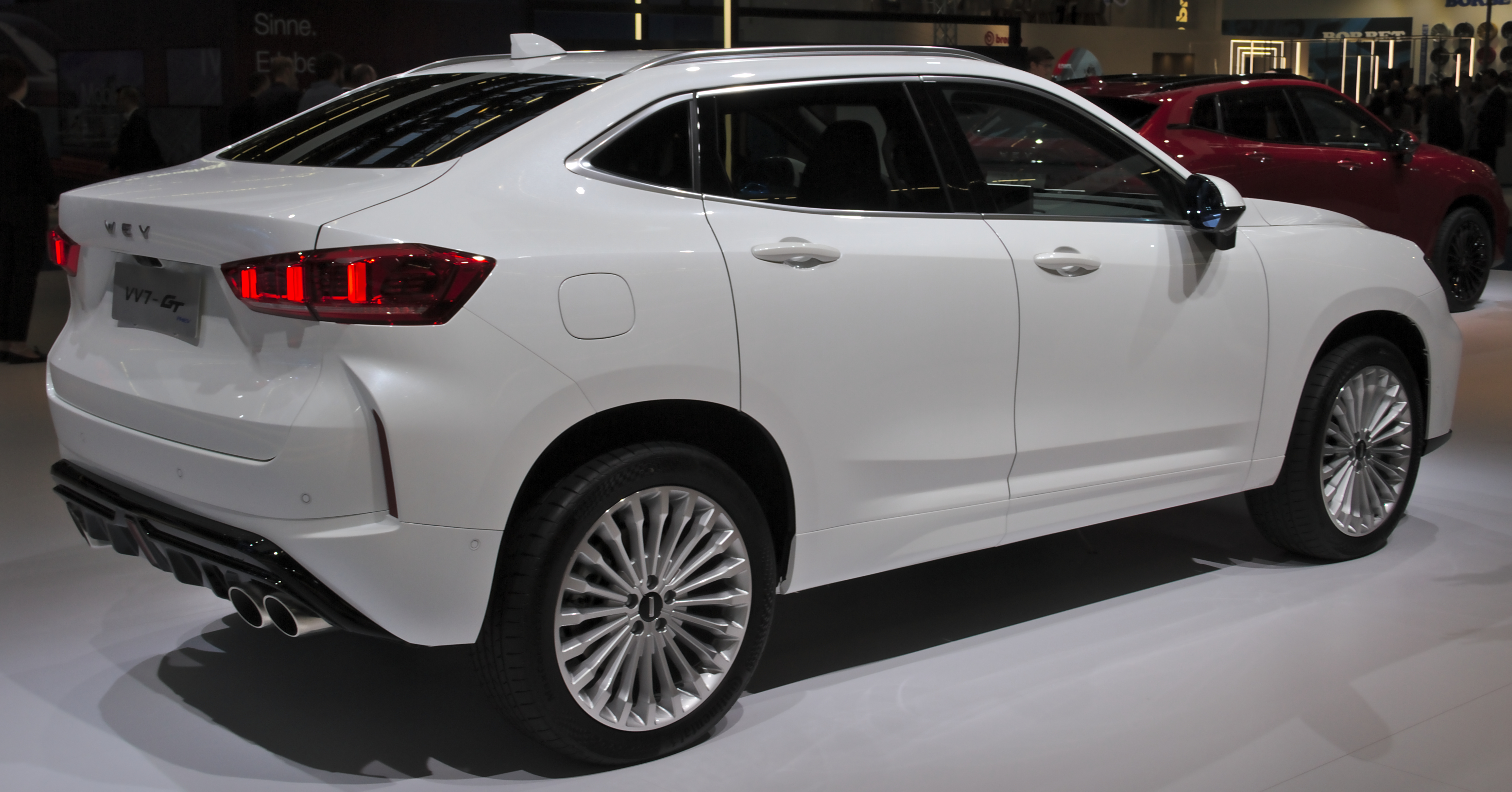
Wey VV7 GT PHEV auf der IAA 2019

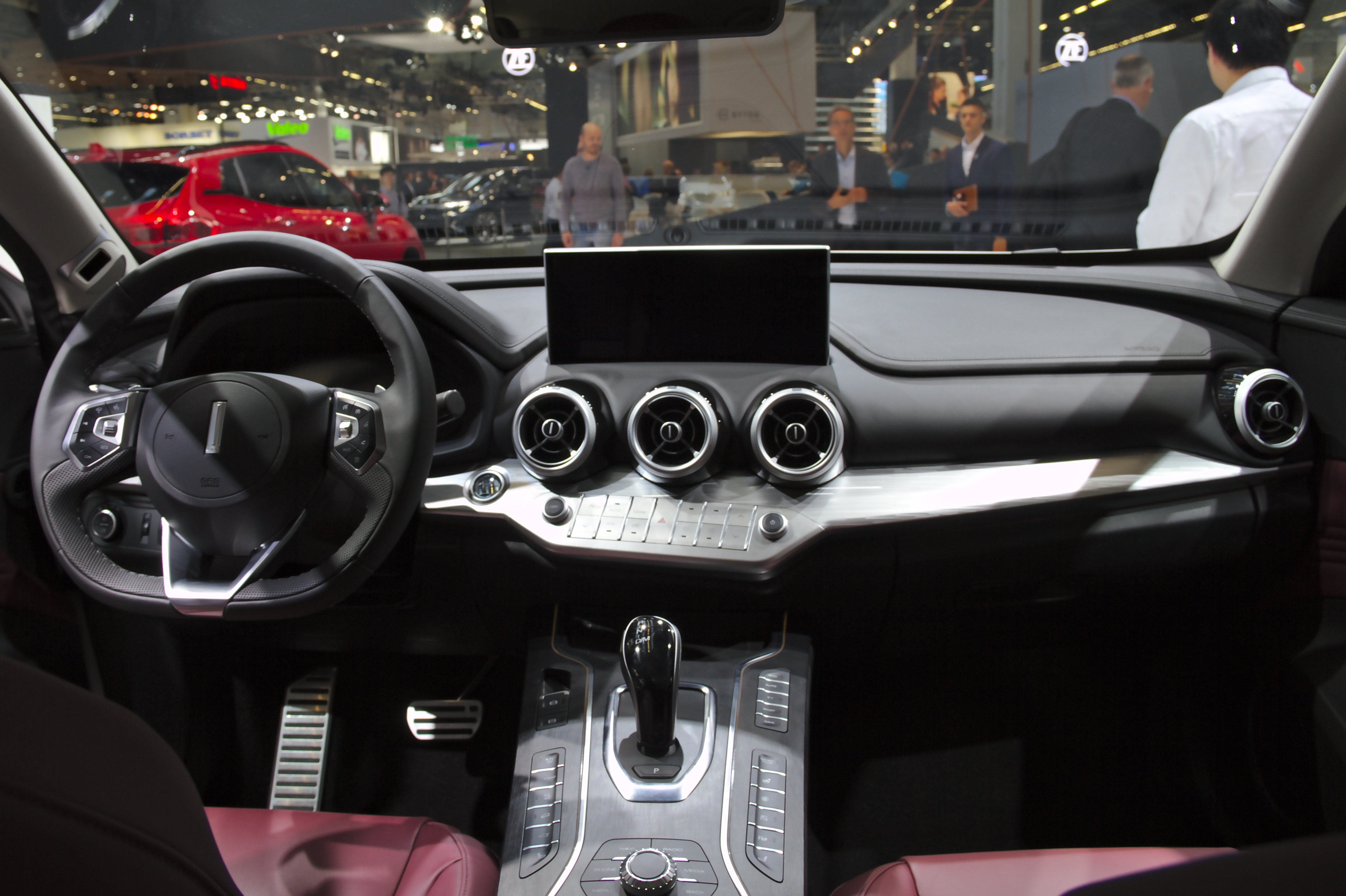
Innenansicht

Der Wey VV7 GT ist ein Crossover aus SUV und Coupé der zu Great Wall Motor gehörigen chinesischen Automobilmarke Wey.

## Geschichte
Vorgestellt wurde der VV7 GT auf der Chengdu Auto Show im September 2019. Es ist ein SUV mit einer Fließheckform auf Basis des 2017 eingeführten Wey VV7. Der VV7 GT konnte gegenüber dem VV7 zu einem höheren Preis verkauft werden, da der emotionale Nutzen für den Kunden im Vordergrund steht. Im selben Monat präsentierte Wey den VV7 GT auch in Frankfurt am Main auf der Internationalen Automobil-Ausstellung 2019. Dort wurde zusätzlich noch der von Brabus veredelte VV7 GT Pro vorgestellt. Bereits während des Genfer Auto-Salons im März 2019 gaben die beiden Unternehmen ihre Kooperation bekannt.

## Technische Daten
Angetrieben wird der VV7 GT von einem 167 kW (227 PS) starken Ottomotor. Außerdem gibt es einen Plug-in-Hybrid-Antrieb. Die elektrische Reichweite gibt der Hersteller für diesen mit 70 km an.
| Kenngrößen                                  | Wey VV7 GT                       | Wey VV7 GT PHEV                                               |
| Bauzeitraum                                 | 09/2019–07/2021                  | 09/2019–07/2021                                               |
| Motorkenndaten                              |                                  |                                                               |
| Motortyp                                    | R4-Ottomotor                     | R4-Ottomotor + 2 Elektromotoren                               |
| Motoraufladung                              | Turbolader                       | Turbolader                                                    |
| Hubraum                                     | 1967 cm³                         | 1967 cm³                                                      |
| max. Systemleistung                         | 167 kW (227 PS) bei 5500/min     | 167 kW (227 PS) bei 5500/min + 15 kW (20 PS) + 85 kW (116 PS) |
| max. Systemdrehmoment                       | 387 Nm bei 1800–3600/min         | 387 Nm bei 1800–3600/min + 50 Nm + 195 Nm                     |
| Kraftübertragung                            |                                  |                                                               |
| Antrieb, serienmäßig                        | Allradantrieb                    | Allradantrieb                                                 |
| Getriebe, serienmäßig                       | 7-Stufen-Doppelkupplungsgetriebe | 7-Stufen-Doppelkupplungsgetriebe                              |
| Messwerte                                   |                                  |                                                               |
| Höchstgeschwindigkeit                       | 205 km/h                         | 210 km/h                                                      |
| Beschleunigung, 0–100 km/h                  | 7,3 s                            | 5,9 s                                                         |
| Kraftstoffverbrauch auf 100 km (kombiniert) | 7,7 l Super                      | 1,6 l Super                                                   |
| Tankinhalt                                  | 65 l                             | 48 l                                                          |
| Batteriekapazität                           | —                                | 17,7 kWh                                                      |
| elektrische Reichweite                      | —                                | 70 km                                                         |